# Au champ du déshonneur
Au champ du déshonneur (titre original : Field of Dishonor) est le quatrième roman de la série Honor Harrington de l'écrivain de science-fiction David Weber paru en 1994 puis traduit en français et publié en 2001.
Dans ce roman, Pavel Young, qui a été renvoyé de la flotte après son manque de courage lors de la Première Bataille de Hancock, va chercher à se venger d'Honor.

## Résumé
Alors que la guerre continue avec la République populaire de Havre, Honor revient à Manticore après sa victoire à la station de Hancock. Elle est félicitée par la reine Elizabeth III elle-même. Son navire, le Victoire doit  réparer les dégâts qu'il a subis dans la bataille.
Le capitaine Pavel Young passe en cour martiale pour lâcheté sur le champ de bataille, il est susceptible d'être fusillé. Mais la politique intervient, son père, le comte de Nord-Aven, est un membre dirigeant de l'Association des conservateurs, un petit parti qui soutient le Premier ministre Cromarty. Le chef de file de l'Association dit à ce dernier que son parti ne soutiendra pas la déclaration de guerre contre la République populaire de Havre si le capitaine Young n'est pas reconnu innocent. Lors du procès, pas tout à fait impartial, un compromis est proposé. Il en résulte que Pavel Yong sera expulsé de la flotte royale et dépouillé de ses grades de façon infamante mais les charges qui auraient permis à son exécution sont rejetées. Son père entendant la sentence meurt d'une crise cardiaque. Pavel devient le nouveau comte de Nord-Aven.
Pour éloigner Honor des médias, on la convoque à l'assemblée des seigneurs de Grayson. Lors de son départ, son amant, le capitaine Paul Tankersley offre une combinaison antivide à son chat sylvestre. Peu après Summervale, un professionnel du duel, provoque Paul et le tue.
Sur Grayson, Honor officiellement acceptée comme membre du conclave des seigneurs devient le champion du protecteur Benjamin Mayhew. Un ingénieur soumet à Honor un procédé pour construire des coupoles protectrices d'un genre nouveau, elle décide d'investir son argent personnel, car son fief n'a pas les fonds nécessaires. Elle crée avec l'ingénieur et le régent de son fief une Sarl: Dômes aériens de Grayson.
Lorsqu'elle apprend la mort de Paul, elle décide de le venger quel qu'en soit le coût. Lors du voyage vers Manticore, elle s'entraîne à la pratique des pistolets automatiques utilisés dans les duels.
Pendant ce temps, des amis et des camarades d'Honor décident de retrouver le meurtrier. Lors d'une manœuvre de la marine royale, ils investissent "par hasard" le chalet où ce dernier se cache. Summervale accuse Pavel Young d'être son employeur pour le duel et révèle que Honor est son prochain objectif. L'enregistrement de la confession n'est pas légal à cause de la façon dont il a été obtenu.
Honor provoque Summervale dans le même bar où Paul avait été défié. Quand ils se retrouvent sur le champ d'honneur, Honor le tue d'une manière éclatante et proclame aux médias qu'il avait été engagé par Pavel Young pour tuer Paul et elle-même.
Young se cache, Honor échappe à une attaque dans un restaurant. Avant d'être envoyée en mission loin de Manticore, elle décide que le seul endroit où elle peut le défier est la Chambre des Lords. Elle s'y présente pour y être admise en tant que comtesse et lance un défie à Pavel. Lors du duel, Young perd son sang-froid et la blesse en tirant plusieurs fois lorsqu'elle a le dos tourné mais Honor le tue.
L'aristocratie de Manticore l'exclut par vote de la Chambre des Lords et l'Amirauté, sur pression politique, l'informe qu'on n'a pas trouvé de vaisseau à lui confier. Honor décide de retourner sur Grayson jusqu'à ce que la crise s'atténue.